# Monument aux morts de la Toplica 1912-1918 à Prokuplje
Le monument aux morts de la Toplica 1912-1918 à Prokuplje (en serbe cyrillique : Споменик палим Топличанима у ратовима 1912-1918. године у Прокупљу ; en serbe latin : Spomenik palim Topličanima u ratovima 1912-1918. godine u Prokuplju) se trouve à Prokuplje et dans le district de Toplica, en Serbie. Il est inscrit sur la liste des monuments culturels protégés de la république de Serbie (identifiant no SK 2067),.

## Présentation

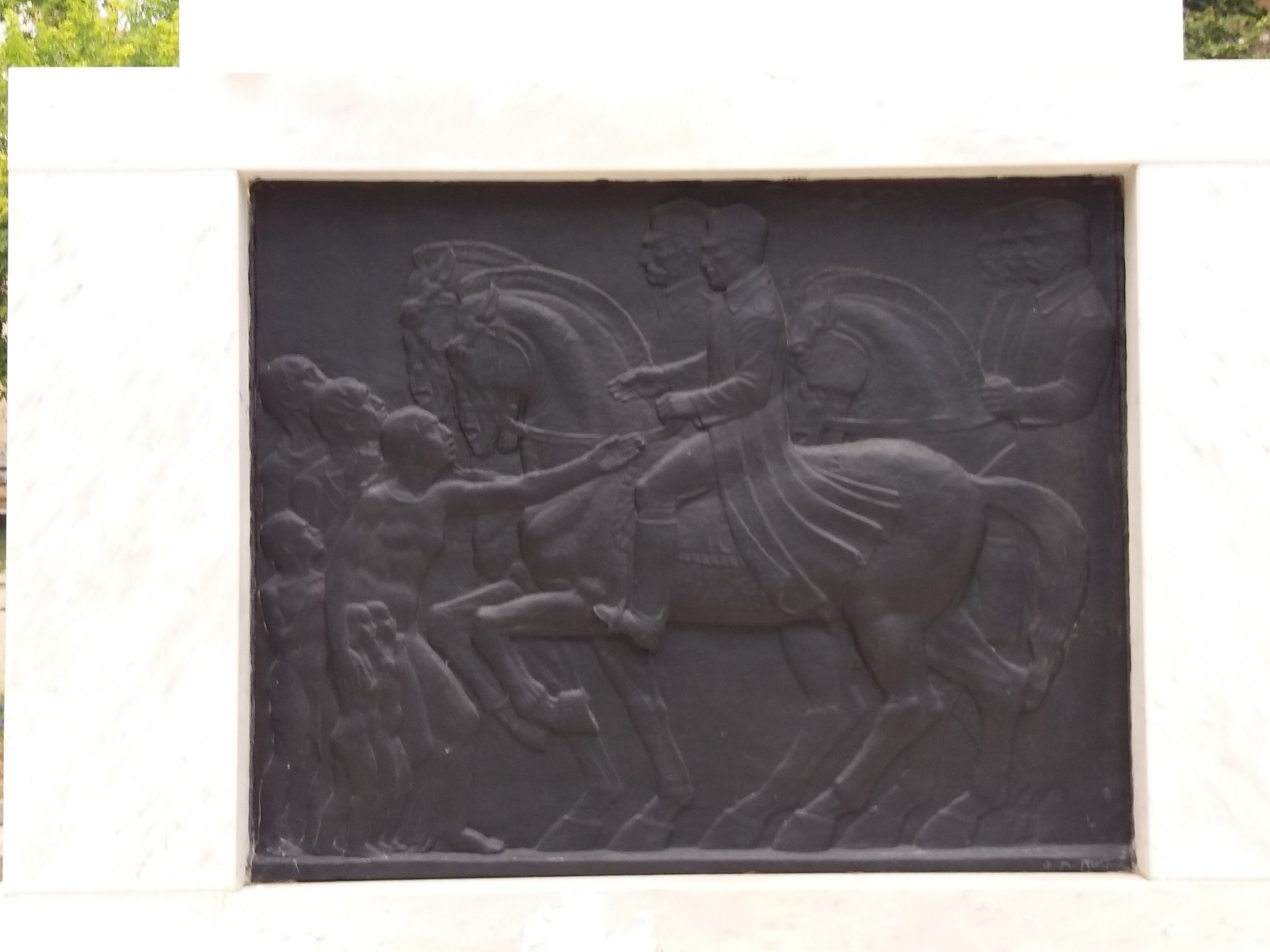
Détail d'un relief en bronze sur le monument.

Situé dans le centre-ville, le monument a été érigé en 1934 et a été dévoilé le 9 septembre 1934 par le roi Alexandre Ier de Yougoslavie en présence de 40 000 citoyens ; assistaient notamment à la cérémonie le patriarche Varnava (Barnabé), le Premier ministre du royaume de Yougoslavie Nikola Uzinović et le voïvode Kosta Milovanović-Pećanac. De nombreux historiens considèrent que l'assassinat du roi était prévu à Prokuplje ; il a eu finalement lieu un mois plus tard à Marseille.
Le monument est l'œuvre du sculpteur Frano Meneghello Dinčić (1900-1986), originaire de Kotor.
Deux guerriers en bronze sont placés au sommet du monument ; l'un représente un soldat en uniforme serbe en position d'attaque avec un fusil à baïonnette ; l'autre représente un insurgé de la Toplica en costume traditionnel avec une bombe dans la main droite et un fusil dans la main gauche.
Aujourd'hui, deux reliefs en bronze sont apposés sur le monument, représentant des combattants serbes ; il en existait un troisième, qui représentait les atrocités bulgares contre la population et qui a été enlevé et emporté par l'armée bulgare le 2 septembre 1944.

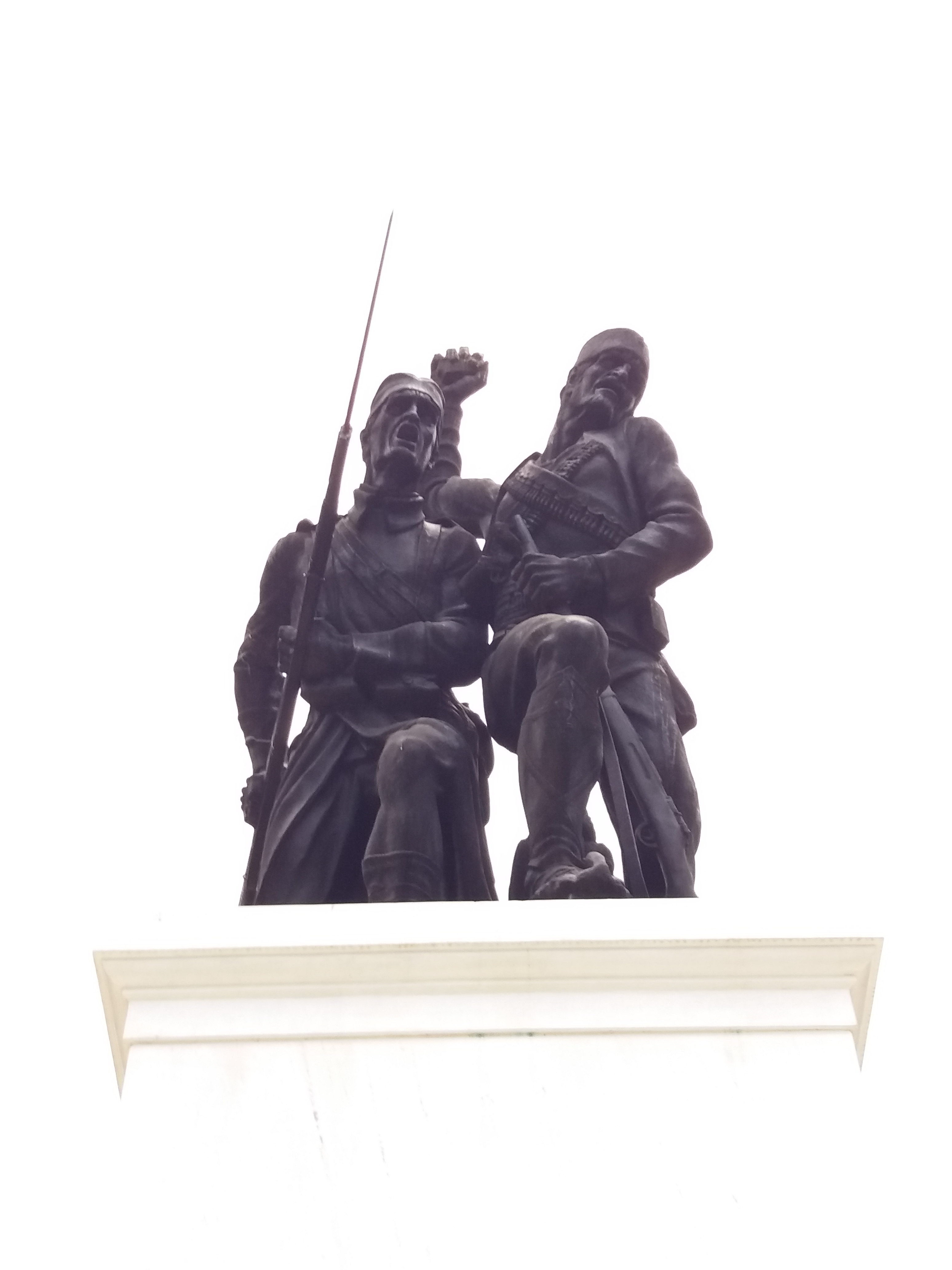
La sculpture en bronze qui rouronne le monument.